# 尤拉克哈哈山 (胡安埃斯皮諾薩梅德拉諾區)
14°35′08″S 72°50′29″W / 14.58556°S 72.84139°W
尤拉克哈哈山（Yuraq Qaqa），是秘魯的山峰，位於該國南部阿普里馬克大區，由安塔班巴省的胡安埃斯皮諾薩梅德拉諾區負責管轄，屬於萬索山脈的一部分，海拔高度4,800米。